# Bitva u Tovačova
Jako Bitva u Tovačova je označována potyčka mezi pruskými a rakouskými jednotkami po výrazné porážce Rakouska v bitvě u Hradce Králové, která se odehrála 15. července 1866.
Památník bitvy s 288 jmény vojáků rakouské armády byl odhalen již v roce 1867.
Asi 700 metrů východně od mohyly se nachází mohyla Eduarda z Behru pruského majora, který v bitvě padl.

## Další informace
Bitvě u Tovačova je věnovaná také tovačovská naučná stezka Po stopách bitvy u Tovačova 1866.

## Fotogalerie

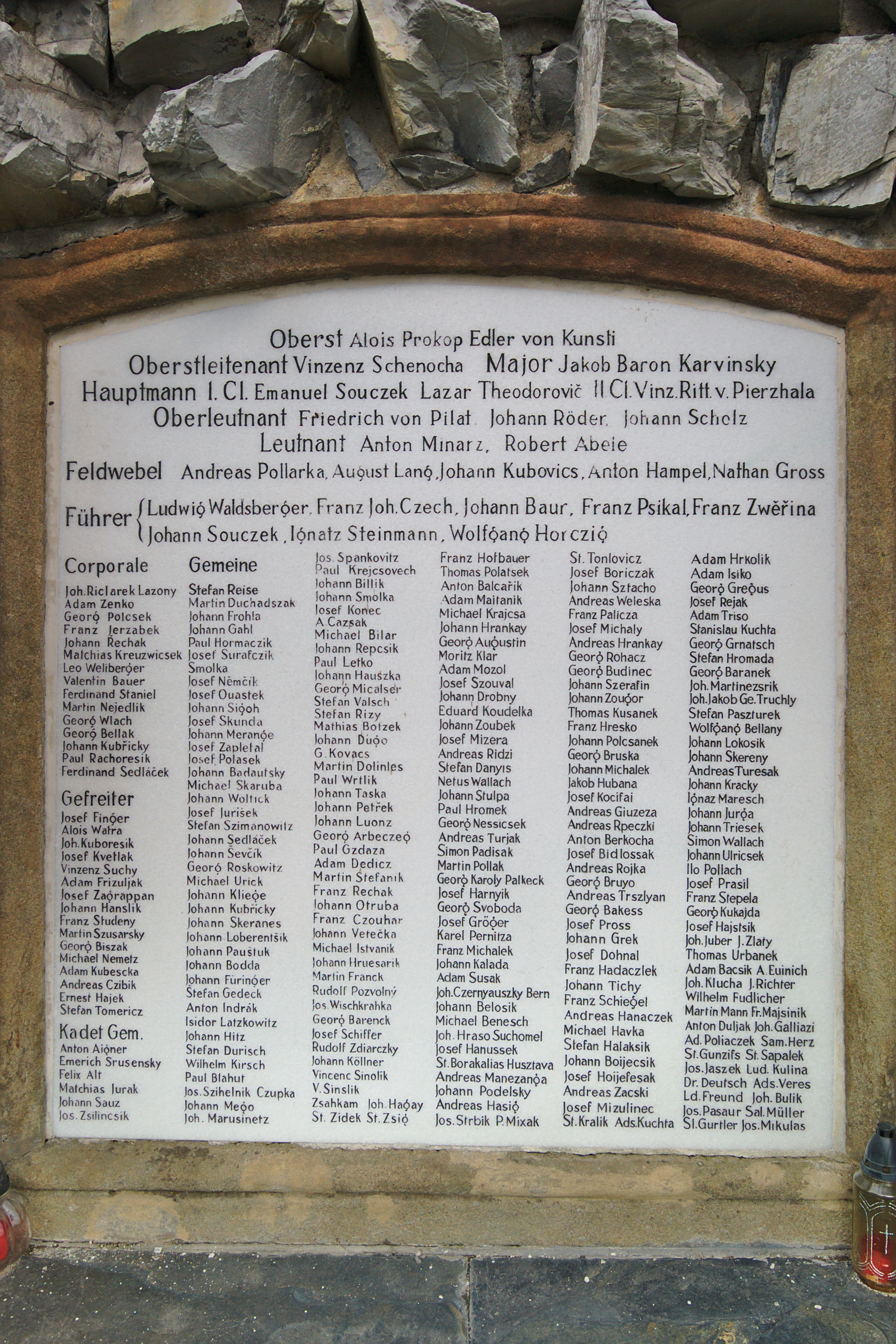
Seznam padlých na mohyle
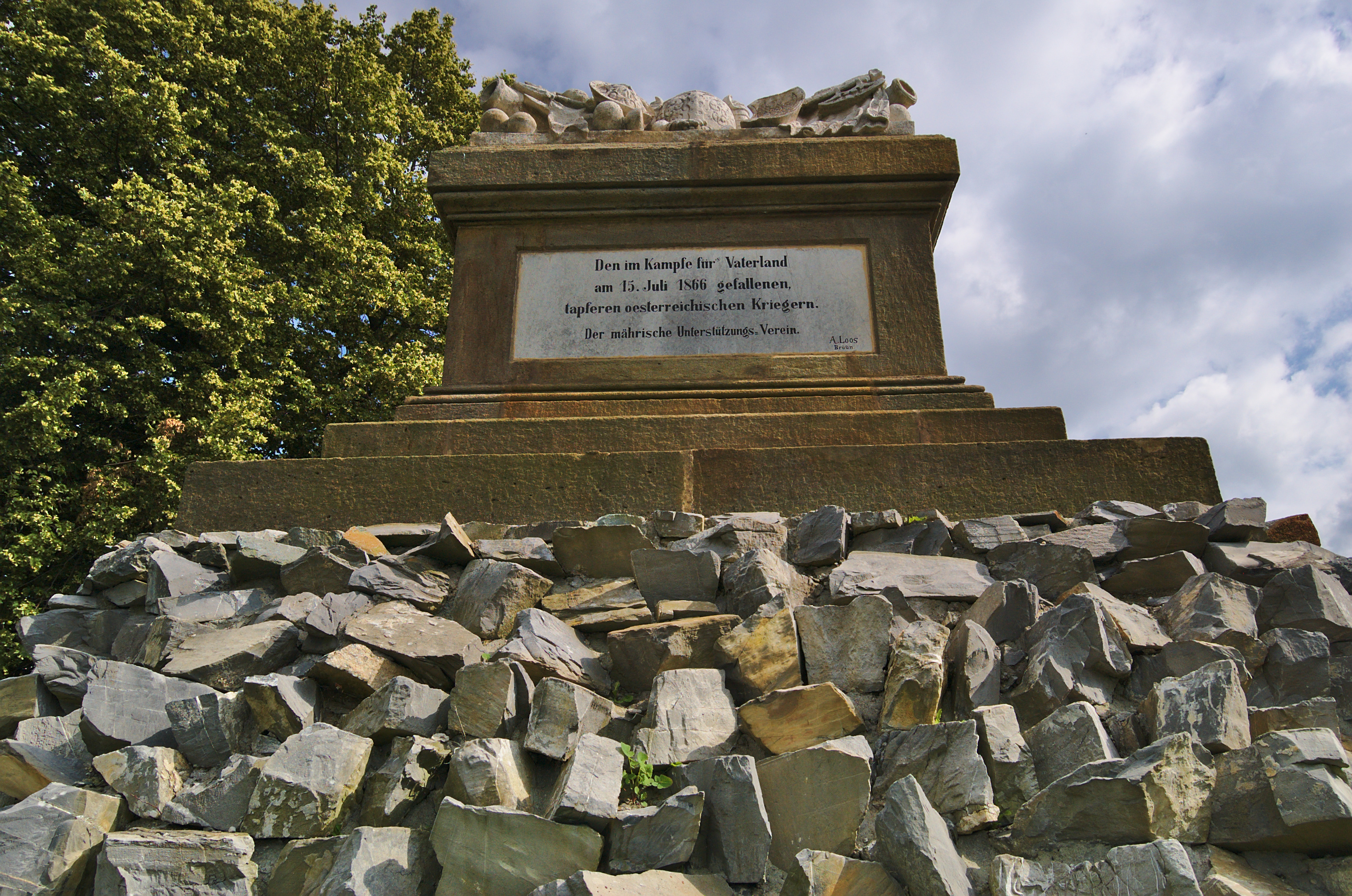
Nápis na vrcholu mohyly na jedné straně
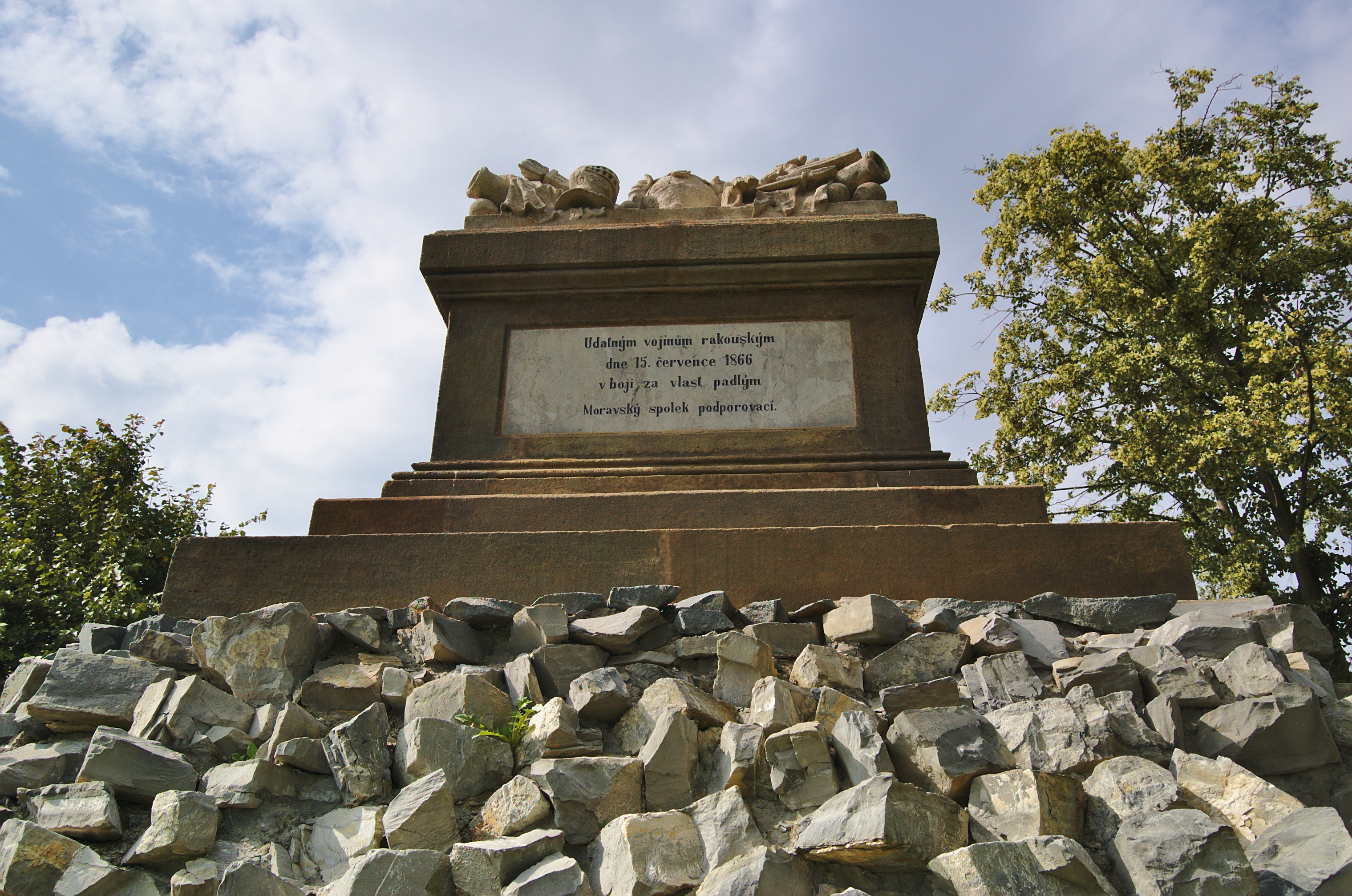
Nápis na vrcholu mohyly na druhé straně
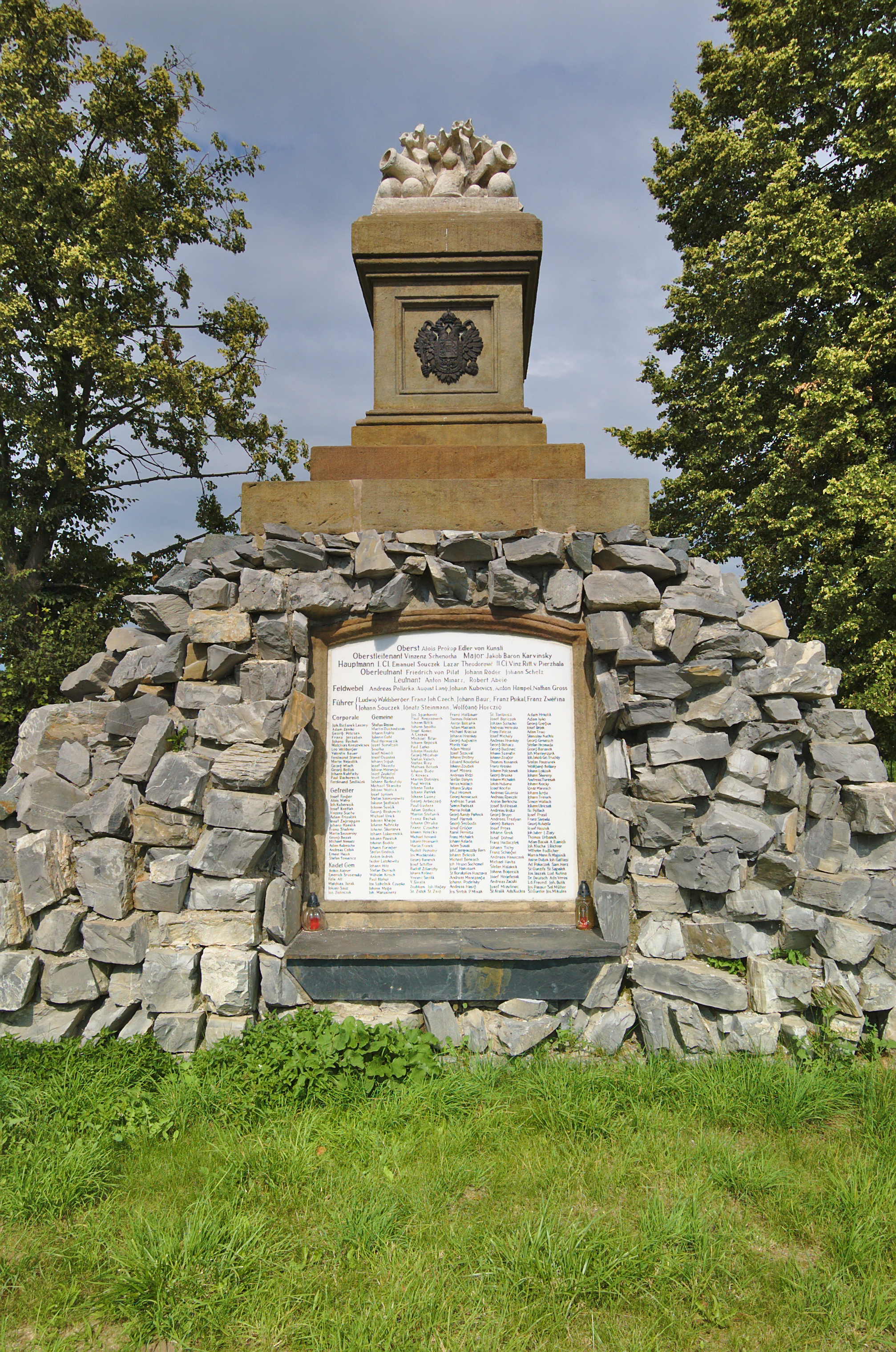
Čelní pohled na mohylu
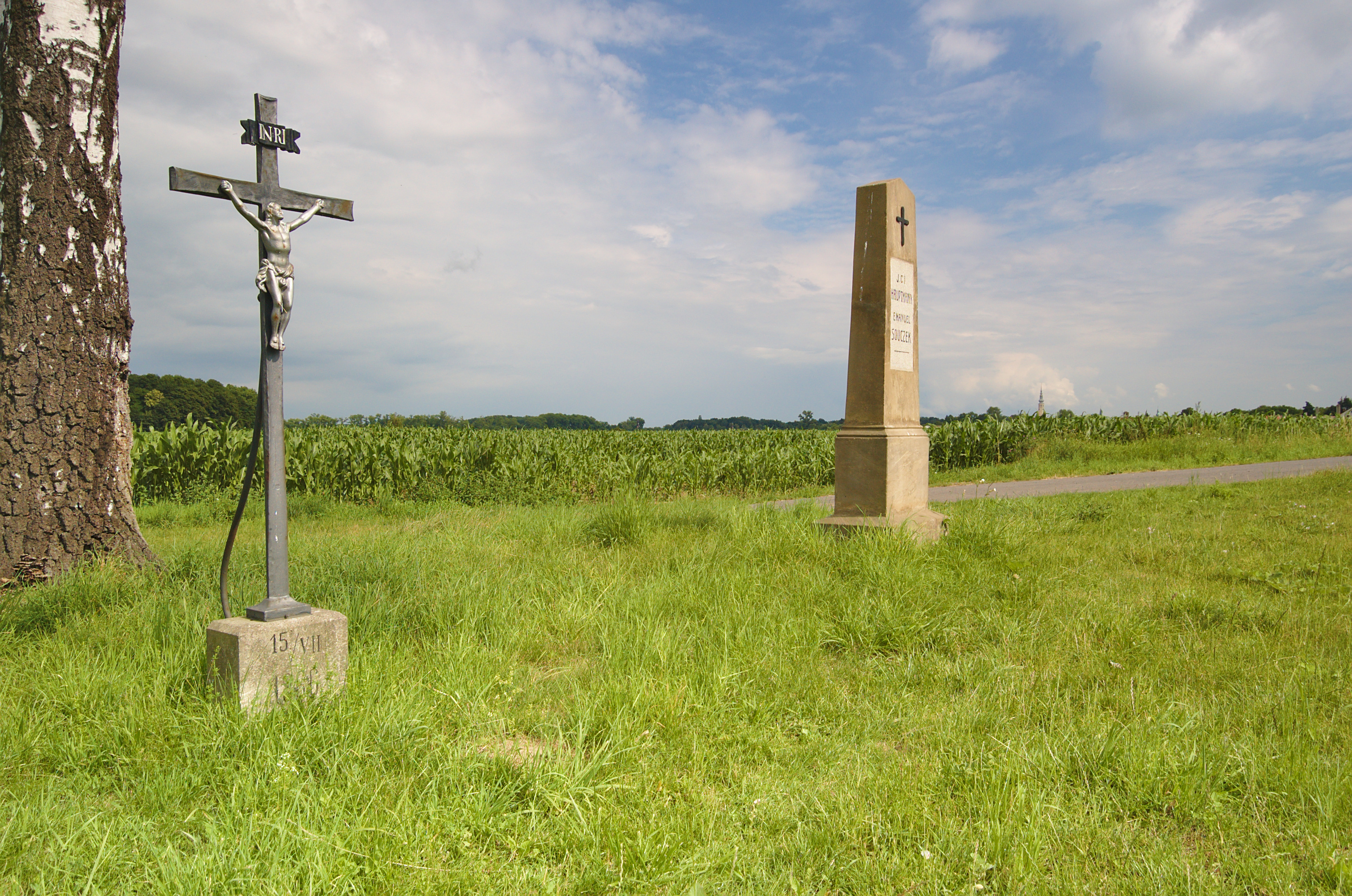
Železný kříž u mohyly
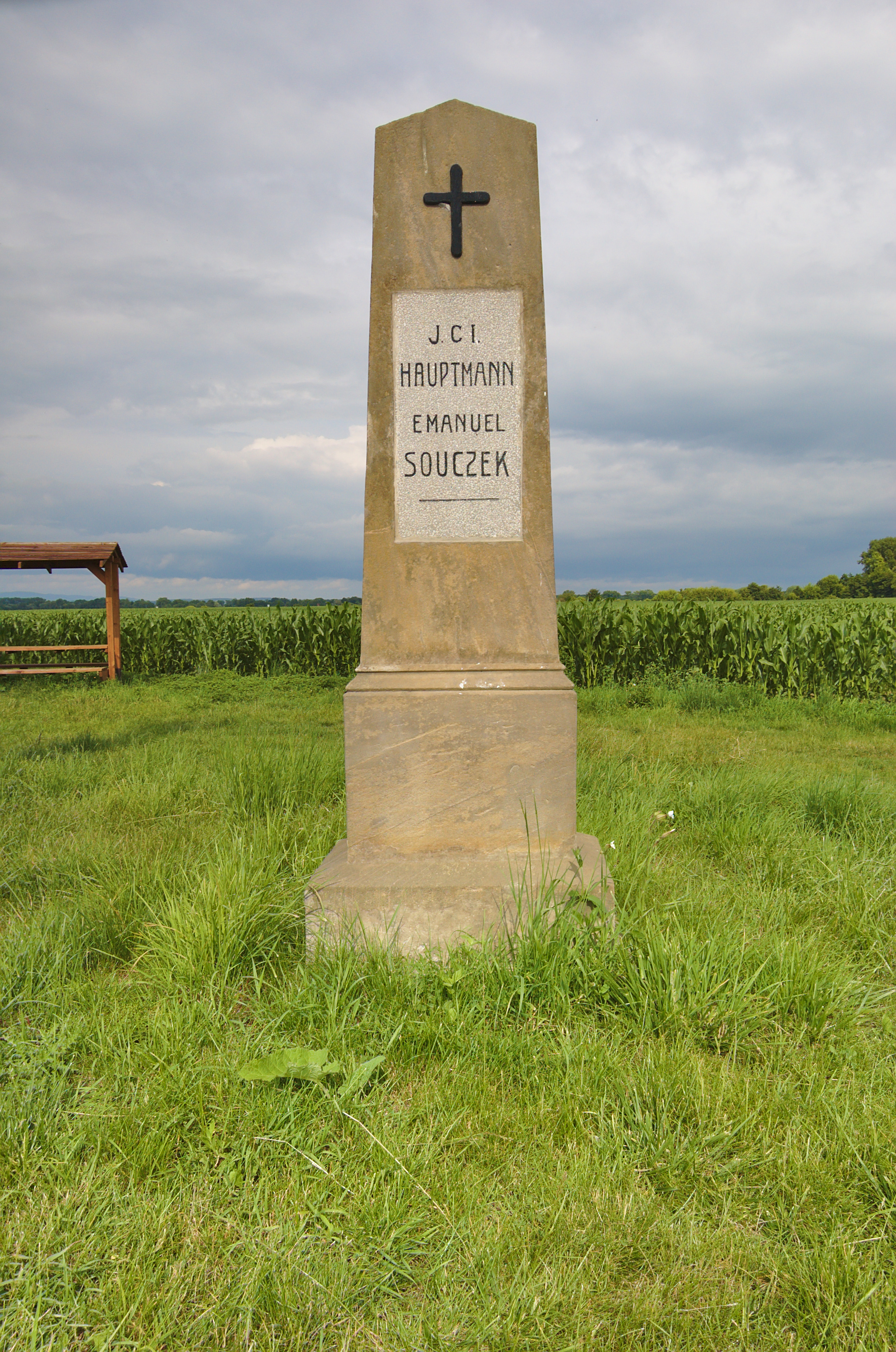
Malý památník vedle mohyly
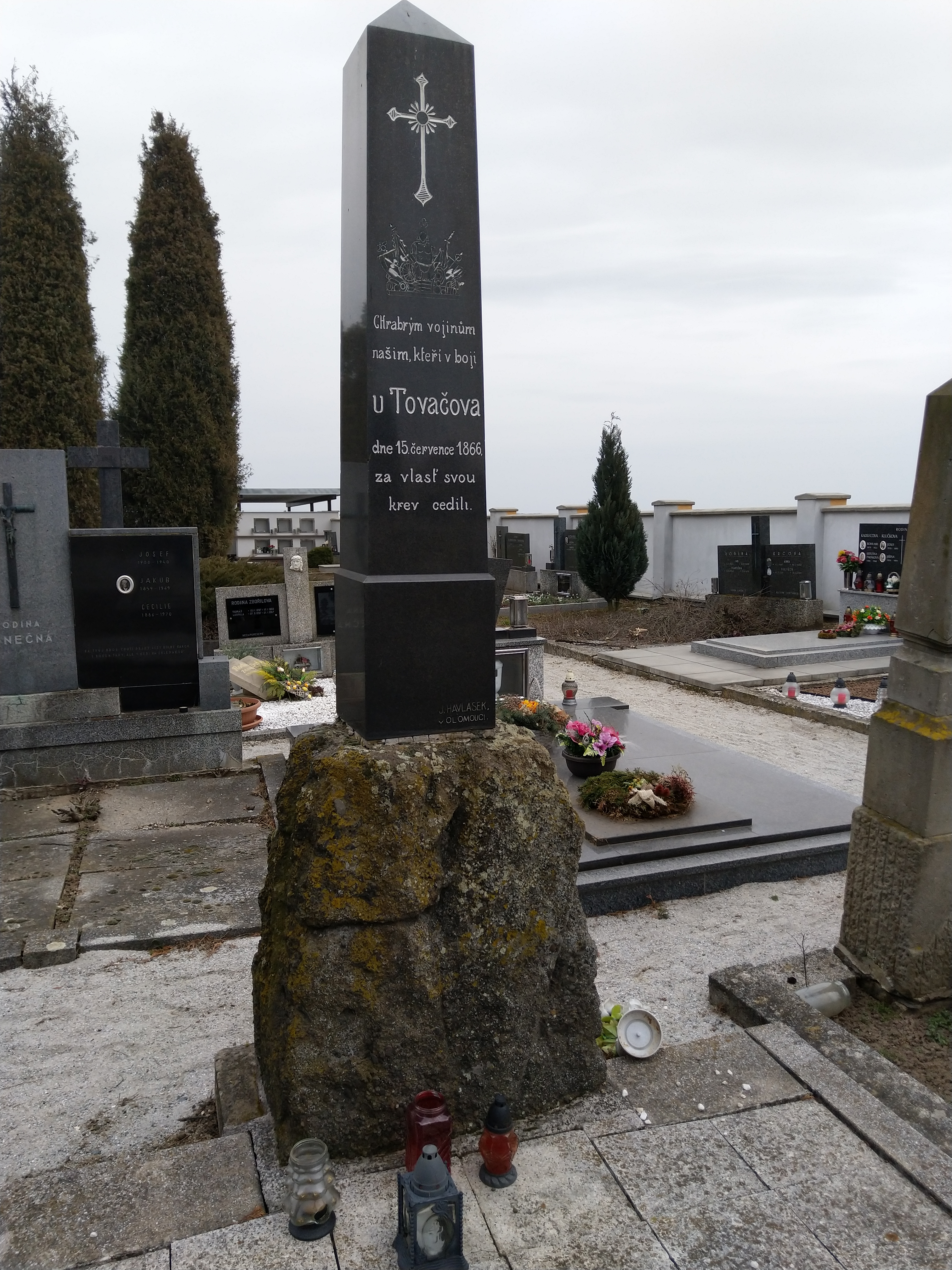
Pomník v Hrubčicích